# The Essential Iron Maiden
The Essential Iron Maiden es un disco recopilatorio de la banda británica de Heavy metal Iron Maiden, lanzado exclusivamente en Norteamérica el 12 de julio de 2005. Es parte de Sony BMG's The Essential series.

## Lista de canciones

### Disco 1
1. "Paschendale" (Adrian Smith, Steve Harris) – 8:26
2. "Rainmaker" (Bruce Dickinson, Dave Murray, Harris) – 3:48
3. "The Wicker Man" (Dickinson, Smith, Harris) – 4:35
4. "Brave New World" (Dickinson, Murray, Harris) – 6:18
5. "Futureal" (Blaze Bayley, Harris) – 2:56
6. "The Clansman" (Harris) – 8:59
7. "Sign of the Cross" (Harris) – 11:16
8. "Man on the Edge" (Bayley, Janick Gers) – 4:11
9. "Be Quick or Be Dead" (Dickinson, Gers) – 3:23
10. "Fear of the Dark (En Directo) (Harris) – 7:52
11. "Holy Smoke" (Dickinson, Harris) – 3:47
12. "Bring Your Daughter... to the Slaughter" (Dickinson) – 4:43
13. "The Clairvoyant" (Harris) – 4:26

### Disco 2
1. "The Evil That Men Do"(Dickinson, Smith, Harris) – 4:34
2. "Wasted Years" (Smith) – 5:06
3. "Heaven Can Wait" (Harris) – 7:20
4. "2 Minutes to Midnight" (Dickinson, Smith) – 6:00
5. "Aces High" (Harris) – 4:29
6. "Flight of Icarus" (Dickinson, Smith) – 3:51
7. "The Trooper" (Harris) – 4:12
8. "The Number of the Beast" (Harris) – 4:52
9. "Run to the Hills" (Harris) – 3:54
10. "Wrathchild" (Harris) – 2:55
11. "Killers" (Paul Di'Anno, Harris) – 5:01
12. "Phantom of the Opera" (Harris) – 7:06
13. "Running Free" (En Directo)(Di'Anno, Harris) – 8:44
14. "Iron Maiden" (En Directo) (Harris) – 4:54

## Integrantes
- Paul Di'Anno - Vocales (Disco 2- Canciones 10-13)
- Bruce Dickinson - Vocales (Disco 1-Canciones 1-4, 9-13; Disco 2-Canciones 1-9, 13-14)
- Blaze Bayley - Vocales (Disco 1- Canciones 5-8)
- Dave Murray - Guitarra (Todas)
- Dennis Stratton - Guitarra (Disco 2- Canción 12)
- Adrian Smith - Guitarra (Disco 1- Canciones 1-4,13; Disco 2- 1-11; 13-14)
- Janick Gers - Guitarra (Disco 1- Canciones 1-12; Disco 2- Canción 14)
- Steve Harris - Bajo, Productor (Todas)
- Clive Burr - Batería (Disco 2- Canciones 8-12)
- Nicko McBrain - Batería (Disco 1- Todas; Disco 2 Canciones 1-7)

Producción
- Martin Birch - Productor
- Simon Fowler - Fotografía
- Nigel Green - Productor
- Michael Kenney - Teclado
- Will Malone - Productor